# Le Retour de Shinichi Kudô ! Confrontation avec l'organisation

Le Retour de Shinichi Kudô ! Confrontation avec l'organisation est le deuxième drama de Détective Conan sorti uniquement au Japon.

## Synopsis
Conan, Ran, Ai et le professeur Agasa se rendent à l'élection de Miss Japon dans le nouvel hôtel de la famille Suzuki. Conan et Ai retrouvent leur forme originelle après avoir mangé un gâteau au baikal. Conan devra élucider le meurtre de Karen, Miss Japon, tout en échappant aux mystérieux hommes en noir, ceux-ci ayant reconnu Ai à la télévision.

## Fiche technique
- Titre original : 工藤新一の復活！　黒の組織との対決
- Titre en Romaji :
- Traduction française : Le Retour de Shinichi Kudô ! Confrontation avec l'organisation
- Première diffusion : 17 décembre 2007 de 21h00 à 22h48 sur la chaîne japonaise YTV

## Distribution
| Personnage       | Acteur             |
| ---------------- | ------------------ |
| Shinichi Kudo    | Oguri Shun         |
| Kogoro Mouri     | Jinnai Takanori    |
| Ran Mouri        | Kurokawa Tomoka    |
| Juuzou Megure    | Nishimura Masahiko |
| Sonoko Suzuki    | Iwasa Mayuko       |
| Keiji Tamagawa   | Ibu Masato         |
| Shingo Kitajima  | Fukawa Ryo         |
| Mai Nishida      | Mizukawa Asami     |
| Kunio Azuma      | Matsushige Yutaka  |
| Kyosuke Minamida | Nishimura Kazuhiko |
| Yoko Okino       | Becky              |